# 灵魂睡眠
灵魂睡眠（英語：soul sleep）、灵魂永远消灭（annihilationism）以及有条件的灵魂的不朽（conditional immortality）是宗教改革时期的
一个基督教教义和学说。该理论认为死者不上天堂，相反，他们睡在尘埃中，直到审判日和死人复活。现代历史学家用这英文单词Christian mortalism为来形容这一学说。

## 历史
马丁·路德提出了该理论在他的一部分拉丁文著作，使用劳动者的辛苦一天后的睡眠为形象。但灵魂睡眠学说被主流路德教会被彻底拒绝。约翰·加尔文强烈反对灵魂永远消灭的教义。
灵魂睡眠的教义在再洗礼派教徒，后来激进的浸礼会教友中受了广泛的欢迎。其中最有名的代表理性主义的基督徒是弥尔顿和霍布斯：
- 约翰·弥尔顿 《论基督教义》(De doctrina christiana) 1:13
- 托马斯·霍布斯 《利維坦》（Leviathan） 在38,44,46章

在19世纪灵魂睡眠的理论开始大举进入圣公会的。显着的代表中有E.W. 布林格和達勒姆主教N.T. 莱特.